# Шривастав, Дханпатрай
Дханпатрай Шривастав (хинди धनपत राय श्रीवास्तव; 31 июля 1880, Ламхи, близ Бенареса, — 8 октября 1936, Бенарес) — индийский писатель
, публицист, сценарист (псевдонимы Премчанд (рус. также Прем Чанд), Мунши Премчанд), писавший на языках урду и хинди. Работал учителем и школьным инспектором. Автор 13 романов и повестей, 40 сборников рассказов, многих публицистических работ.

## Творчество
Первый сборник рассказов «Любовь к родине» был опубликован в 1909 году. Но английские колониальные власти сожгли это издание. Романы Премчанда «Обитель любви» (1922), «Арена» (1925), «Поле битвы» (1932), «Жертвенная корова» (1936) и сборники «Семь лотосов» (1917), «Ратный путь» (1932) отразили политические события, борьбу за социальные права и антиколониальное движение в Индии. Премчанд выступал с критикой произвола колониальной и феодальной власти, обращал внимание на слабости традиционной культуры и гибельность религиозного фанатизма. Следствием гражданской позиции Премчанда явилось политическое преследование.
Под его руководством издавались журналы «Ханс» (1930—1936) и «Джагаран» (1932—1934).
Премчанд стал одним из основателей Ассоциации прогрессивных писателей Индии (1936).
Жена — Шив Рани Дэви, писательница. Сын — Шрипат Рай.

## Издания по-русски
В 1959 году по-русски издана книга Премчанда «Сказание о Раме». Пер. с хинди О. Афанасьева и С. Потабенко; Илл.: Б. Дехтерёва.
Книга переиздана в 1983 году.

## Сочинения
1. Манасаровар. Т. 1—8. — Бенарес, 1953—1956;
2. Гупта дхан. Т. 1—2. — Аллахабад, 1962;
3. Вивидх прасанг. Т. 1—3. — Аллахабад, 1962;
4. Патри-патра. Т. 1-2. — Аллахабад, 1962.

В рус. пер.:
1. Колодец тхакура. — М., 1955;
2. Жертвенная корова. — М.: Гос. изд-во худ. лит., 1956;
3. Нирмала. — М., 1956;
4. Змеиный камень. — М., 1957;
5. Поле битвы. — М., 1958;
6. Рассказы. Нирмала. — М., 1958;
7. Секрет цивилизации. — М., 1958;
8. Сказание о Раме. — М., 1959;
9. Растрата. — М., 1961;
10. Арена. — Л., 1967;
11. Ратный путь. Рассказы. — М., 1969;
12. Избранное. — Л., 1979;
13. Избранное. — М., 1989.

## Переводчик книг Л. Н. Толстого
Премчанд перевел на хинди несколько сочинений (романы) Льва Николаевича Толстого.